# Barney Marman
Barney Marman (sinh ngày 30 tháng 5 năm 1978) là một cựu cầu thủ bóng đá người Botswana thi đấu ở vị trí tiền vệ. Anh thi đấu 10 trận cho Đội tuyển bóng đá quốc gia Botswana từ 1997 đến 2003.